# PORTRAIT (竹内まりやのアルバム)
『PORTRAIT』（ポートレイト）は、竹内まりやの5枚目のオリジナル・アルバム。1981年10月21日にRCA（現・ソニー・ミュージックレーベルズ）より発売された。

## 概要
前作『Miss M』から10か月でリリースされた本作は、休業直前にリリースされたRVC時代のラスト・アルバム。竹内がプロデューサーの一人として初めて自身の名を連ねた作品であり、収録の12曲中9曲に竹内本人が関わり、4曲は竹内が作詞・作曲のオリジナル曲である。共同作業者には半年後に結婚する山下達郎の他、告井延隆（センチメンタル・シティ・ロマンス）、大貫妙子、林哲司、乾裕樹、伊藤銀次、安部恭弘らが名を連ねている。
シングル「イチゴの誘惑」、「Special Delivery 〜特別航空便〜」を収録。「NATALIE」は本作の発売後にシングルカットされた。
竹内は本作の制作に入る頃には既に山下と結婚を前提として一緒に暮らしていたといい、自分の作りたいアルバムを作ったら一旦今までの活動をリセットしてゆっくり休もうと考えていたという。これを作ったら休めるという安心感の中で、ようやく音楽だけに専念でき、リラックスして作っている自分がちゃんと出ている1枚となったと振り返っている。また、本作でひとつの活動形態を終えることとなったが、それは同時に新しい活動形態が待っているということでもあり、私にとっては ″始まり″ の意味合いの方が大きかったと話している。

## アートワーク、パッケージ
アルバムの帯には以下のキャッチコピーが記載されている。

## 収録曲

### LP／CT
| #         | タイトル                  | 作詞       | 作曲       | 編曲      | 時間  |
| --------- | ------------------------- | ---------- | ---------- | --------- | ----- |
| 1.        | 「ラスト・トレイン」      | 大貫妙子   | 山下達郎   | 山下達郎  | 4:20  |
| 2.        | 「Crying All Night Long」 | 竹内まりや | 伊藤銀次   | 伊藤銀次  | 3:43  |
| 3.        | 「ブラックボード先生」    | 竹内まりや | 林哲司     | 林哲司    | 3:14  |
| 4.        | 「悲しきNight & Day」     | 竹内まりや | 竹内まりや | 山下達郎  | 4:10  |
| 5.        | 「僕の街へ」              | 竹内まりや | 林哲司     | 林哲司    | 3:45  |
| 6.        | 「雨に消えたさよなら」    | 大貫妙子   | 大貫妙子   | 乾裕樹    | 3:44  |
| 合計時間: | 合計時間:                 | 合計時間:  | 合計時間:  | 合計時間: | 22:56 |

| #         | タイトル                                      | 作詞       | 作曲       | 編曲                                    | 時間  |
| --------- | --------------------------------------------- | ---------- | ---------- | --------------------------------------- | ----- |
| 1.        | 「リンダ」                                    | 竹内まりや | 竹内まりや | 山下達郎                                | 3:50  |
| 2.        | 「イチゴの誘惑」                              | 松本隆     | 林哲司     | 林哲司                                  | 3:40  |
| 3.        | 「Natalie」                                   | 竹内まりや | 竹内まりや | 告井延隆                                | 3:51  |
| 4.        | 「ウエイトレス」                              | 竹内まりや | 山下達郎   | 山下達郎                                | 3:07  |
| 5.        | 「Special Delivery 〜特別航空便〜」           | 竹内まりや | 竹内まりや | 山下達郎                                | 3:44  |
| 6.        | 「ポートレイト 〜ローレンスパークの想い出〜」 | 竹内まりや | 安部恭弘   | 安部恭弘 乾裕樹（ストリングスアレンジ） | 3:48  |
| 合計時間: | 合計時間:                                     | 合計時間:  | 合計時間:  | 合計時間:                               | 22:00 |

### 曲解説
1. ラスト・トレイン
2. Crying All Night Long
シングル「Special Delivery 〜特別航空便〜」のカップリング曲。
3. ブラックボード先生
4. 悲しきNight & Day
シングル「イチゴの誘惑」のカップリング曲。
5. 僕の街へ
6. 雨に消えたさよなら
7. リンダ
アン・ルイスへの提供曲（1980年発売のシングル『リンダ (LINDA)』）のセルフカバー。アンはこの曲を発表した年に桑名正博と結婚し[注釈 1]、結婚式の定番ソングとして歌われた時期もあった。1989年にカセットテープの企画『オリジナル・カラオケ VOL.2』(MOSC-1013) 用にリテイクされ、1994年にそのテイクにヴォーカルを乗せたものがベスト・アルバム『Impressions』『Expressions』の両方に収録された。
8. イチゴの誘惑
7枚目のシングル表題曲。
9. Natalie
本作の発売後にリリースされた9枚目のシングル表題曲。
10. ウエイトレス
11. Special Delivery 〜特別航空便〜
8枚目のシングル表題曲。
12. ポートレイト 〜ローレンスパークの想い出〜

## クレジット

### ラスト・トレイン
- DRUMS：青山純
- BASS：伊藤広規
- GUITAR：山下達郎
- KEYBOARD：中西康晴、山下達郎
- PERCUSSION：山下達郎
- SLIDE GUITAR：松浦善博
- BACKGROUND VOCAL 山下達郎、宮田茂樹、小杉理宇造

### Crying All Night Long
- DRUMS：上原裕
- BASS：伊藤広規
- GUITAR：村松邦男
- KEYBOARD：西本明
- DUET VOCAL：伊藤銀次

### ブラックボード先生
- DRUMS：林立夫
- BASS：富倉安生
- GUITAR：松下誠
- SAX SOLO：土岐英史
- KEYBOARD：難波弘之
- BACKGROUND VOCAL：竹内まりや、EPO

### 悲しきNight & Day
- DRUMS：山下達郎
- BASS：山下達郎
- GUITAR：山下達郎
- ACC.PIANO：岡田徹
- KEYBOARD：山下達郎
- PERCUSSION：山下達郎
- MARIMBA：山下達郎
- BACKGROUND VOCAL：EPO、山下達郎

### 僕の街へ
- DRUMS：林立夫
- BASS：富倉安生
- GUITAR：松下誠
- STEEL GUITAR：野口武義
- KEYBOARD：難波弘之
- BACKGROUND VOCAL：林哲司、伊藤銀次、村松邦男

### 雨に消えたさよなら
- DRUMS：上原裕
- BASS：伊藤広規
- GUITAR：村松邦男、安田裕美
- SAX：土岐英史
- KEYBOARD：乾裕樹

### リンダ
- DRUMS：野口明彦
- BASS：伊藤広規
- GUITAR：山下達郎
- KEYBOARD：山下達郎
- BACKGROUND VOCAL：山下達郎、竹内まりや、宮田茂樹

### イチゴの誘惑
- DRUMS：青山純
- BASS：伊藤広規
- GUITAR：青山徹，今剛
- KEYBOARD：難波弘之
- BACKGROUND VOCAL：竹内まりや、EPO、大貫妙子

### Natalie
- DRUMS：本多・タコ坊・正憲
- BASS：久田潔
- GUITAR：中野督夫、告井延隆
- KEYBOARDS：細井豊
- MANDOLIN：告井延隆
- HARMONICA：細井豊
- BACKGROUND VOCAL 中野督夫、告井延隆、野口明彦

### ウエイトレス
- DRUMS：青山純
- BASS：伊藤広規
- GUITAR：山下達郎
- KEYBOARD：乾裕樹
- PERCUSSION：山下達郎
- HARMONICA：八木伸夫
- HARP 山川恵子
- BACKGROUND VOCAL 山下達郎

### Special Delivery 〜特別航空便〜
- DRUMS：青山純
- BASS：伊藤広規
- GUITAR：山下達郎
- KEYBOARD：乾裕樹
- PERCUSSION：山下達郎
- BACKGROUND VOCAL：山下達郎

### ポートレイト 〜ローレンスパークの想い出〜
- DRUMS：青山純
- BASS：伊藤広規
- KEYBOARD：永田一郎
- MOUTH TROMBONE：安部恭弘

### スタッフ
- Producer：SHIGEKI MIYATA, MASARU MURAKAMI, MARIYA TAKEUCHI
- Production co-ordinator：MUTSUMU NAKAJIMA
- Recording Engineer：YASUO SATOH, TOSHIRO ITOH
- Photographer：TAMJIN
- Album Designer：HAKUBUN ARAI

## 40周年記念リマスター盤
2018年11月にデビュー40周年を迎えることを記念してリリースされたリマスター盤。
2019年3月27日にアリオラ・ジャパンより発売された。
規格品番はBVCL-944。

### 概要
オリジナル盤の収録曲すべてにリマスタリングが施されたほか、同アルバムの収録曲の中から、ボーナストラックとして1981年の東京・中野サンプラザホールおよび東京厚生年金会館公演のライブ音源6曲を収録。
ブックレットには能地祐子によるライナーノーツを掲載。

### 収録曲

#### CD
| #   | タイトル                                      | 作詞 | 作曲・編曲 | 時間 |
| --- | --------------------------------------------- | ---- | ---------- | ---- |
| 1.  | 「ラスト・トレイン」                          |      |            | 4:20 |
| 2.  | 「Crying All Night Long」                     |      |            | 3:44 |
| 3.  | 「ブラックボード先生」                        |      |            | 3:15 |
| 4.  | 「悲しきNight & Day」                         |      |            | 4:12 |
| 5.  | 「僕の街へ」                                  |      |            | 3:46 |
| 6.  | 「雨に消えたさよなら」                        |      |            | 3:47 |
| 7.  | 「リンダ」                                    |      |            | 3:50 |
| 8.  | 「イチゴの誘惑」                              |      |            | 3:40 |
| 9.  | 「Natalie」                                   |      |            | 3:50 |
| 10. | 「ウエイトレス」                              |      |            | 3:07 |
| 11. | 「Special Delivery 〜特別航空便〜」           |      |            | 3:47 |
| 12. | 「ポートレイト 〜ローレンスパークの想い出〜」 |      |            | 3:53 |

| #   | タイトル                                             | 作詞 | 作曲・編曲 | 時間 |
| --- | ---------------------------------------------------- | ---- | ---------- | ---- |
| 13. | 「ウエイトレス」(LIVE Ver.)                          |      |            | 3:35 |
| 14. | 「Natalie」(LIVE Ver.)                               |      |            | 3:54 |
| 15. | 「Special Delivery 〜特別航空便〜」(LIVE Ver.)       |      |            | 2:47 |
| 16. | 「Crying All Night Long - with 伊藤銀次」(LIVE Ver.) |      |            | 3:43 |
| 17. | 「ラスト・トレイン」(LIVE Ver.)                      |      |            | 5:12 |
| 18. | 「リンダ」(LIVE Ver.)                                |      |            | 3:11 |

## リリース履歴
| # | 発売日         | レーベル     | 規格 | 品番       | 備考                     |
| - | -------------- | ------------ | ---- | ---------- | ------------------------ |
| 1 | 1981年10月21日 | RCA ⁄ RVC    | LP   | RHL-8515   |                          |
| 1 | 1981年10月21日 | RCA ⁄ RVC    | CT   | RHT-8515   |                          |
| 2 | 1989年11月21日 | RCA ⁄ RVC    | CD   | B25D-13008 |                          |
| 3 | 1997年6月4日   | Ariola Japan | CD   | BVCR-1045  |                          |
| 4 | 1999年5月21日  | Ariola Japan | CD   | BVCK-37016 |                          |
| 5 | 2019年3月27日  | Ariola Japan | CD   | BVCL-944   | 40周年記念リマスター盤。 |